# Стоун Ґоссард
Стоун Карпентер Ґоссард (англ. Stone Carpenter Gossard; 20 липня 1966; Сієтл) — американський музикант, який виступає гітаристом рок-гурту Pearl Jam. Поряд з Джефом Аментом, Майком Маккріді та Едді Веддером, він є одним із спів-засновників гурту.

## Біографія
В 1984 році він почав свою музичну кар'єру, з юнацького віку грав з різними гуртами.
Протягом своєї кар'єри брав участь в декількох проектах, в тому числі Pearl Jam, Brad.
В 1994 році створює лейбл Loosegroove Records як дочірню компанію Sony. Отримавши незалежність, Loosegroove Records співпрацює з великою кількістю митців різних музичних жанрів, особливо таких, як рок і хіп-хоп.
Він підписує гурт Queens of the Stone Age, реалізовуючи їх дебютний однойменний альбом в 1998 році. Рекорд-лейбл припиняє свою діяльність в 2000-му році. Госсард також володіє студією Litho в Сієтлі, в якій було створено більшість робіт і яка працює до сьогодні. Багато відомих гуртів записувались тут, а саме Soundgarden, Screaming Trees, Dave Matthews Band, Deftones, Brad, Pearl Jam, тощо.
У 2001 році він випустив свій перший сольний альбом Bayleaf.